# 佐倉唄
佐倉 唄（さくら うた、9月12日 - ）は日本の小説家、ライトノベル作家。第27回富士見書房ファンタジア大賞にて『ノーパンツ・チラリズム』が銀賞を受賞。同作はタイトルを『オレのラブコメヒロインは、パンツがはけない。』に改め富士見書房より発刊された。

## 作品
いずれも富士見ファンタジア文庫より刊行。
- 『オレのラブコメヒロインは、パンツがはけない。』（イラスト：三輪フタバ）
- 『オタサーの姫と恋ができるわけがない。』（イラスト：あゆま紗由[3]）
- 『陰キャラな俺とイチャつきたいってマジかよ……』（イラスト：桝石きのと）
- 『姉ぶる初恋相手に絶対敗けない！』（イラスト：なたーしゃ）
- 『本気を出したお兄ちゃんなら異種族お嬢様のハーレムを作ることぐらい楽勝です！』（イラスト：ともー）